# 門司インターチェンジ
門司インターチェンジ（もじインターチェンジ）は、福岡県北九州市門司区にある関門橋および九州自動車道のインターチェンジ。関門橋の終点であり、九州自動車道の起点となる。中国自動車道吹田JCTから続いていたキロポストはここでリセットされる（吹田JCTから549.5km地点）。上り線（山口方面）は0キロポストの側に「吹田へ550km」の看板が置かれている（下り線には同様の看板はない）。
門司ICに隣接する門司港ICおよび新門司ICはいずれもハーフインターチェンジ（門司港ICは本州方面の出入口のみ、新門司ICは福岡方面の出入口のみ）のため、下り線は新門司地区への、上り線は門司港地区への出口でもあることを示す看板が設置されている（上り線は当ICが九州側最終出口）。
また、北九州高速4号線と連絡路を介して接続しており、当時は一般有料道路であった北九州道路が関門橋と九州自動車道の間を接続していた。その連絡路についてもここで述べる。

## 道路
- E2A 関門橋
- E3 九州自動車道（1番）
- 北九州高速4号線

## 接続する道路
- 福岡県道72号黒川白野江東本町線 - すぐ近くで福岡県道25号門司行橋線と交差

## 都市高速連絡路について
九州自動車道門司IC - 八幡IC間は福智山トンネルなどの長大トンネルが貫く計画であったため前後の区間に比べて開通の時期が遅れ（全通は1988年）、当面の措置として国道3号の自動車専用道路として建設されていた北九州道路（当時）を活用することになり、門司ICと北九州道路を直結する連絡路が建設された。
門司IC料金所と都市高速小倉方面を短絡する上下1車線ずつが設けられている。都市高速4号線の春日出入口から関門橋・九州自動車道へ、もしくはその逆を結ぶ連絡路は無い。この地点で都市高速から一般道へ降りることができないため、形態としては関門橋・九州道と都市高速を接続するハーフジャンクションといえるが、都市高速での案内は分岐案内ではなく「中国自動車道・九州自動車道 門司IC」の“入口”としての案内がなされている。
都市高速→料金所の間のランプにはトンネル（高砂トンネル、延長162 m）が存在する。

## 歴史
- 1973年11月14日：中国自動車道小月IC - 下関IC間、関門橋下関IC-門司IC間開通。当時の北九州道路と接続。
- 1984年3月27日：九州自動車道門司IC - 小倉東IC間開通。

## 料金所
一般道への出入口料金所と、都市高速との合併収受料金所が並列して設けられている。
ブース数：13

### 入口
- ブース数：5
  - ETC専用：3（都市高速側：2　一般道側：1）
  - 一般：2（都市高速側：1　一般道側{時間帯によってはETC・一般}：1）

### 出口
- ブース数：8
  - ETC専用：3（都市高速側：2　一般道側：1）
  - 一般：5（都市高速側：2　一般道側：3）

## 周辺
- 和布刈公園
- 門司港レトロ
- 関門トンネル

## 隣
E2A 関門橋
(38) 門司港IC - めかりPA（上り線） - (1) 門司IC
E3 九州自動車道
(1) 門司IC - (1-1) 新門司IC - 吉志PA - (2) 小倉東IC
北九州高速4号線
(401) 春日出入口 - (1) 門司IC - (402,403) 大里出入口